# Homa Hoodfar
Homa Hoodfar (persa: هما هودفر) és una antropòloga sociocultural canadenca, nascuda l'any 1950 a l'Iran, i professora emèrita d'antropologia de la Universitat Concordia de Mont-real. Malgrat ser principalment coneguda pels seus estudis sobre la percepció occidental del vel o hijab en les seves diferents formes, significats i usos històrics, la major part de la seva obra s'ha centrat en el paper de les dones a la vida pública a les societats musulmanes, amb especial atenció a com s'han utilitzat els símbols religiosos i les seves interpretacions per donar suport o reprimir l'estatus de les dones.

## Detenció a l'Iran
El febrer de 2016, Hoodfar va viatjar a l'Iran, el seu país d'origen, principalment per motius personals, encara que també per realitzar recerca acadèmica. El març, un dia abans que Hoodfar hagués previst marxar per reunir-se amb la seva família a Londres, membres de l'Exèrcit dels guàrdies de la revolució islàmica van entrar al pis on s'hi estava, confiscant les seves pertinences i tres passaports. Després de tres mesos de constants interrogatoris per part dels serveis d'intel·ligència iranians, les autoritats van detenir-la a principis de juny. En aquest punt, la família de Hoodfar es va dirigir als mitjans de comunicació per informar a l'opinió pública dels fets. El juliol de 2016, va ser revelat que havia estat acusada de càrrecs desconeguts per l'Iran. Els llocs web afins al govern iranià afirmen que el seu arrest està relacionat amb un cop d'estat o revolució dissenya per governs estrangers.
El 26 de setembre de 2016 es va anunciar l'alliberament de Hoodfar en una declaració del portaveu del Ministeri d'Afers Exteriors Bahram Qasemi feta a l'agència iraniana Fars News Agency.

## Tortura psicològica
Durant els 112 dies que va ser presonera a la presó d'Evin, va ser sotmesa a tortura psicològica per membres de l'Exèrcit dels guàrdies de la revolució islàmica en dotzenes d'interrogatoris. Fins i tot va ser amenaçada de mort. A la primera entrevist després de ser alliberada el 26 de setembre de 2016, concedida a CBS News, va dir: "Em vaig preparar per enfrontar-me a uns anys a la presó, o com deien a 15 anys, potser mai no seria alliberada."

## Obres publicades
- Between Marriage and the Market: Intimate Politics and Survival in Cairo.[11]
- The women's movement in iran: women at the crossroads of secularization and islamization[12]
- Building Civil societies: a Guide for Social and Political Activism[13]